# Dino Crisis
Dino Crisis ist ein von Capcom entwickeltes und von Virgin Interactive (innerhalb Europas) herausgebrachtes Computerspiel. Es erschien 1999. Schöpfer des Spiels ist Shinji Mikami, der geistige Vater der Resident-Evil-Serie. Eingeordnet wird Dino Crisis im Bereich der Action-Adventures und des Survival Horrors.

## Handlung

### Handlungsverlauf
Das Spiel handelt von einer Militärspezialeinheit, deren Auftrag es ist, den Energieforscher Dr. Kirk zu finden. Dieser und 150 Mitarbeiter kamen angeblich bei einem Unfall in seinem Labor ums Leben, nachdem die Regierung die Gelder für seine Experimente gestrichen hatte. Tatsächlich will die Regierung jedoch nur seine Erfindung, die sogenannte „Dritte Energie“ finden. Das Team setzt sich auf einer Insel ab, wobei das Mitglied Cooper gleich zu Beginn von einem Tyrannosaurus Rex gefressen wird, unbemerkt von den anderen. Auf der Insel „Ibis Island“ befindet sich eine große militärische Forschungsanlage, in der nur einige Leichen von Wachen und Forschern vorgefunden werden. Die Spezialeinheit besteht aus der spielbaren Protagonistin „Regina“, dem als dominant und rücksichtslos beschriebenen Anführer „Gail“, sowie dem technisch begabten „Rick“. Schon bei Handlungsbeginn wird ein Spannungsbogen aufgebaut, in dem von einer vorherigen, gescheiterten Mission berichtet wird. In dieser hatte Agent Tom die Anlage zuvor als Forscher infiltriert. Der Spieler trifft außer auf seinen Teamkollegen und Dr. Kirk kaum auf andere lebende Personen, dafür aber auf feindlich gesinnte Dinosaurier, unter anderem Velociraptoren, Therizinosaurier und Compsognathus. Dr. Kirk will unbedingt seine Experimente zu Ende bringen und flüchtet tiefer in die Anlage. Da die Agenten nicht über die nötigen Schlüssel, ID-Karten etc. verfügen, kann er dem Spieler immer wieder entkommen. Im Laufe des Spiels wird mehr und mehr über die „Dritte Energie“ und Kirk enthüllt. Am Schluss wird der Generator der „Dritten Energie“ erreicht. Dieser muss aktiviert werden, um die sogenannte „Vortex“ zu zerstören. Ein Nebeneffekt, der beim letzten Experiment auftrat, und jetzt den Fluchtweg der Spielfiguren versperrt. Weiter ist durch den Vorfall der Raum in der Gegenwart mit dem vor 65 Millionen Jahren ausgetauscht worden, daher die Ankunft der vielen Dinosaurier. Je nachdem, wie sich der Spieler am Ende der Geschichte entscheidet, fliehen die Protagonisten entweder ohne Dr. Kirk, sie opfern Gail für Kirk oder sie fliehen alle von der Insel. Außerdem erhalten sie einen Datenspeicher mit Informationen, wie die „Dritte Energie“ als Waffe genutzt werden kann. Am Schluss wird die Insel von der „Dritten Energie“ zerstört.

### Hauptpersonen
Regina: Regina ist die Figur, die der Spieler übernimmt.
Im Spiel ist sie ein Elite-Mitglied einer Sondereinsatz-Truppe und Waffenexpertin. Sie wird als sportlich und durch ihre schnelle Auffassungsgabe als sehr geeignet für Geheimeinsätze beschrieben.
Gail: Gail, ein erfahrener Veteran, arbeitet im Spiel mit Regina zusammen. Er wird mit eiskaltem Urteilsvermögen und einem starken Willen dargestellt.
Für ihn ist eine Mission wie eine Schachpartie – jedes Element – Teammitglied inklusive – ist ein Werkzeug, das bedenkenlos manipuliert werden kann.
Rick: Rick hat eine große Zahl an Talenten, zu denen auch der Umgang mit Computern, medizinischem Wissen sowie die Handhabung von schweren Geräten und Fahrzeugen zählen. Er wird als mitfühlend beschrieben und stellt die Bedürfnisse seiner Kollegen über seine eigenen. Dieses Mitgefühl stellt im Spielverlauf teilweise ein Hindernis für den Erfolg dar.
Dr. Kirk: Trotz seines geringen Alters ist Kirk eine Autorität in der Energieforschung. Er arbeitete schon vor der Explosion in seinem Labor an einer sauberen Energieform namens Dritte Energie. Dieses egozentrische Genie ist nur an seiner Forschung interessiert. Wie diese die Gesellschaft beeinflusst, ist ihm egal. Kirk ist selbstsüchtig, emotional und nicht fähig, Recht von Unrecht zu unterscheiden.

### Kreaturen
Velociraptor: Die ersten Gegner im Spiel und auch die häufigsten. Werden als „Raubvögel“ bezeichnet und ähneln körperlich dem Deinonychus. Sie jagen in Gruppen und können den Spieler durch mehrere Räume verfolgen. Im späteren Spielverlauf trifft man auch auf die etwas stärkeren Raptoren mit bläulicher Färbung auf dem Rücken.
Tyrannosaurus: Der größte Gegner des Spiels. Man tritt zwar nie direkt gegen ihn an, aber muss viermal um sein Leben kämpfen.
Compsognathus: Kleine Gruppe jagender Aasfresser rund um die Anlage, die einzeln zwar einfach zu töten sind, aber meist in größeren Gruppen auftreten.
Pteranodon: Fliegende Reptilien, die sich im Sturzflug auf den Spieler stürzen oder ihn hochheben, um ihn in den Tod zu stürzen.
Therizinosaurus: Große und zähe Saurier, die man gegen Ende des Spiels antrifft. Man trifft sie immer zu zweit an.

## Technik
Im Gegensatz zu den damaligen Resident-Evil-Spielen wird Dino Crisis in Echtzeit berechnet und besitzt keine starren, vorgerenderten Hintergründe. Die Hintergrundgrafik wirkt deshalb weniger detailliert als in Resident Evil. Jedoch erscheinen die Texturen auch bei einem starken Zoom der Kamera nicht verpixelt; die Charaktere sind lebensnah animiert und weisen Details, wie zum Beispiel Augen und leichte Gesichtszüge, auf. Trotz dieses Detailreichtums läuft das Spiel ohne Einbrüche der Framerate ab.
Die musikalische Untermalung von Dino Crisis ist mit einer futuristischen Freejazz-Komposition vergleichbar. In Szenen ohne Aktion und Dinosaurier wird eine Hintergrundmusik nur verhalten eingesetzt. Der Spieler hört lediglich einzelne Soundeffekte wie z. B. Schritte, Summen von Geräten etc. Wenn jedoch Dinosaurier (meist Raptoren) in dem Szenario vorkommen, schwillt die Musik zu einer spannungsgeladenen und adrenalinsteigernden Mischung aus Freejazz, verzerrten Geräuschen und futuristischen Klängen an. Je größer die Gefahr ist, desto lauter, schneller und verzerrter wird die Hintergrundmusik.

## Fortsetzungen
Es erschienen zwei Fortsetzungen mit den Titeln Dino Crisis 2 (2000 für PlayStation, 2003 für Windows) und Dino Crisis 3 (2003 für Xbox). Während die Handlung des zweiten Teils direkt an die des ersten Teils anschließt, wurde Teil 3 ins Jahr 2548 und an Bord eines verlassenen Raumschiffs verlegt, in dem Mitglieder einer intergalaktischen Eingreiftruppe gegen die namensgebenden Dinosaurier kämpfen müssen. Weitere Titel des Franchises sind derzeit nicht geplant. Am 17. September 2002 erschien auch ein dritter Teil aus der Gun-Survivor-Reihe, welcher als Gun Survivor 3: Dino Crisis vermarktet wurde. Das Spiel ist ein reiner Shooter und erschien in Japan als Gun Survivor 3 und im Westen als Dino Stalker für die PlayStation 2.